# 徳島県立鴨島商業高等学校
徳島県立鴨島商業高等学校（とくしまけんりつ かもじましょうぎょうこうとうがっこう）は、かつて徳島県吉野川市鴨島町喜来に存在した公立の商業高等学校。略称鴨商（かもしょう）。2012年4月に徳島県立阿波農業高等学校との統合により、徳島県立吉野川高等学校に改組された。

## 設置学科
- 商業科
- 経営情報科

## 沿革
- 1957年 - 鴨島町立鴨島商業高等学校として開校
- 1962年 - 県立移管、徳島県立鴨島商業高等学校と改称
- 1992年 - 経営情報科新設
- 2007年 - 開校50周年
- 2012年 - 4月1日をもって徳島県立吉野川高等学校に統合される。敷地および校舎はそのまま吉野川高等学校として使用されている。

## 部活動
- 野球部は1968年夏に甲子園に出場したことがある。甲子園での戦績については全国高等学校野球選手権大会 (徳島県勢)を参照。

## 出身者
- 国岡恵治(元プロ野球選手)
- 板東陽司(元プロ野球選手)